# Luis Mago
Luis Enrique del Pino Mago (* 15. September 1994 in Cumaná) ist ein venezolanischer Fußballspieler, der hauptsächlich als Innenverteidiger eingesetzt wird.

## Karriere

### Verein
Luis Mago begann seine Karriere in seiner Heimatstadt Cumaná beim Nueva Cádiz FC. 2011 zog er im Alter von 17 Jahren nach Puerto La Cruz, wo er sich Deportivo Anzoátegui anschloss. Dort schaffte er den Sprung über die zweite Mannschaft ins Profiteam. 2015 wechselte der Defensivspieler per Leihe zum Carabobo FC. Erst nach seiner Rückkehr zu Anzoátegui wurde er Stammspieler und wechselte erneut zu Carabobo FC. Dort spielte er in zwei Jahren 52 Ligaspiele. Als frisch gebackener Nationalspieler wechselte Mago im Januar 2019 nach Chile zum CD Palestino
Im Januar 2020 wechselte Mago zu Universidad de Chile, bei dem er vom Linksverteidiger zum Innenverteidiger umgeschult wurde. In seiner ersten Saison bei La U spielte Mago häufig, 2021 wurde er nur noch zweimal in der Liga eingesetzt. Der Venezolaner ging deshalb zu Deportivo Ñublense. Mit dem Klub aus dem Süden Chiles spielte er eine gute Hinrunde und wechselte nach nur einem halben Jahr zum argentinischen Klub CA Banfield.

### Nationalmannschaft
Luis Mago debütierte für Venezuela im September 2018 beim Freundschaftsspiel gegen Kolumbien. Bei der 1:2-Niederlage ersetzte Mago als Linksverteidiger Rolf Feltscher. Sein erstes großes Turnier war die Copa América 2019, bei der Mago im ersten Spiel gegen Peru die gelb-rote Karte sah und somit für das zweite Spiel gesperrt war. Beim abschließenden Gruppenspiel gegen Bolivien war Mago wieder dabei. Venezuela zog mit fünf Punkten als Gruppenzweiter ins Viertelfinale ein. Dort verlor Mago mit Venezuela gegen Argentinien. Bei der Copa América 2021 stand Mago bei allen vier Gruppenspielen über die volle Spielzeit auf dem Feld. Venezuela kam allerdings nach zwei Unentschieden und zwei Niederlagen als Gruppenletzter nicht über die Vorrunde hinaus. Für die Weltmeisterschaft 2022 qualifizierte sich Venezuela ebenfalls nicht, nachdem die Vinotintos in der Qualifikation den zehnten Platz der Südamerikagruppe belegten. Mago absolvierte dabei drei Spiele und erzielte beim 2:1-Erfolg im November 2020 gegen Chile den 1:0-Führungstreffer.